# Lijst van burgemeesters van Herwijnen
Dit is een lijst van burgemeesters van de voormalige Nederlandse gemeente Herwijnen tot die gemeente op 1 januari 1986 opging in de gemeente Lingewaal (aanvankelijk genaamd gemeente Vuren).
| Ambtsperiode | Naam burgemeester                                              | Partij of stroming | Bijzonderheden                                                                  |
| ------------ | -------------------------------------------------------------- | ------------------ | ------------------------------------------------------------------------------- |
| 1811 - 1830  | Jan Willem (J.W.) Boellaard, heer van Herwijnen (ca.1772-1830) |                    | 1e Burgemeester van Herwijnen, daarvoor werd Herwijnen bestuurd door een schout |
| 1831 - 1856  | Dirk (D.) Boellaard, heer van Herwijnen (1797-1856)            |                    | zoon van J.W. Boellaard, heer van Herwijnen                                     |
| 1856 - 1863  | A.F.H. van Troostenburg de Bruyn                               |                    |                                                                                 |
| 1863 - 1867  | B.R.P. Hasselman                                               |                    |                                                                                 |
| 1867 - 1875  | H.O. van Os                                                    |                    |                                                                                 |
| 1875 - 1884  | Alexander (A.) de Ruyter de Wildt                              |                    | eerder burgemeester van Smilde                                                  |
| 1884 - 1891  | A.J. Lindeman                                                  |                    |                                                                                 |
| 1892 - 1897  | W.L. van Tricht                                                |                    | later burgemeester van Koudekerk aan den Rijn, Wilnis en Mijdrecht              |
| 1897 - 1901  | Jhr. Ferdinand Wttewaall van Stoetwegen                        |                    |                                                                                 |
| 1902 - 1923  | H.J. Smit                                                      |                    |                                                                                 |
| 1924 - 1928  | Jan Aalbers                                                    |                    | later burgemeester van Krimpen aan den IJssel                                   |
| 1928 - 1930  | Jacob de Vries sr.                                             |                    | later burgemeester van Bunschoten                                               |
| 1930 - 1934  | K. Punt                                                        |                    |                                                                                 |
| 1935 - 1941  | A. Fintelman                                                   |                    |                                                                                 |
| 1941 - 1952  | W.E.J. Bulk                                                    |                    | vanaf 1937 al burgemeester van Vuren                                            |
| 1952 - 1967  | A.G. Vermeulen                                                 | CHU                | tevens burgemeester van Vuren, later burgemeester van Katwijk                   |
| 1967 - 1981  | Mr. Jan (J.) de Vries                                          | PvdA               | tevens burgemeester van Vuren, later burgemeester van Zutphen                   |
| 1981 - 1986  | Drs. Karel (K.) Hengeveld                                      | PvdA               | waarnemend; tevens waarnemend burgemeester van Vuren tot de herindeling         |